# 杭州开元名都大酒店
杭州开元名都大酒店是位于杭州市萧山区市心中路818号的一座五星级酒店，是开元旅业集团投资建造的第11家旗舰连锁酒店，于2005年1月18日开业。
附近有杭州地铁2号线人民广场站，对面是大型商场萧山万象汇。

## 简介
总投资7亿元，总建筑面积12万平米，有512套豪华客房。共47层高218米，在2016年9月杭州柏悦酒店（49层，高242米）开业之前是浙江省最高的酒店。位于萧山中央商务区，临近沪杭甬高速公路，距萧山国际机场8公里。
曾获《21世纪经济报道》评选的第三届中国酒店“金枕头”奖——区域最佳酒店称号等。